# Jan Lukkien
Kapitein-Vlieger Jan Hendrik Lukkien (Coevorden, 28 augustus 1913 - 29 september 1993) was een Nederlandse beroepsmilitair en vlieger.
Jan Lukkien was de oudste van drie kinderen. Hij ging al voor de Tweede Wereldoorlog als vlieger naar Nederlands-Indië waardoor het contact met zijn ouders verbrak. Hij ging in Bandoeng wonen. Na de Tweede Wereldoorlog nam hij deel aan de politionele acties waarbij Nederland zijn Aziatische koloniale rijk trachtte te behouden.
Hij trouwde bij volmacht op 31 maart 1938 met Jansje Smith.

## Loopbaan
Lukkien werd vlieginstructeur van de vliegschool op vliegbasis Kalidjati en vloog met Koolhoven F.K. 51, Curtiss Falcon of Lockheed 12. Toen in 1942 de oorlog met Japan uitbrak, werd hij patrouillecommandant. Er werd een squadron geformeerd dat op 11 januari 1942 naar de geheime vliegbasis Samarinda II op Borneo werd overgeplaatst.

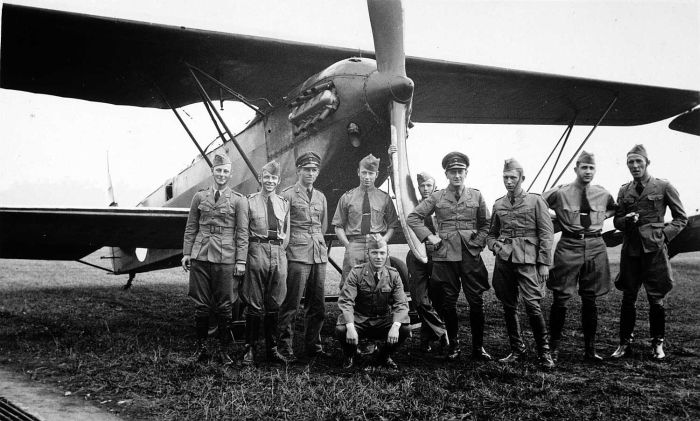
Groepsportret van vliegeniers, Andir. (Jan Lukkien knielend)

Op 13 januari 1942 werd de eerste opdracht uitgevoerd: De Japanse vloot aanvallen om de invasie van Tarakan af te weren. Het gevechtsplan zou bestaan uit voortdurende aanvallen op patrouillesterkte, dus drie vliegtuigen elk anderhalf uur. Jan Lukkien had bezwaren tegen dit zogenaamde 'dosis"-plan en gaf de voorkeur aan optreden in afdelingsverband. Hij vond geen gehoor bij Dirk Lucas Asjes, noch bij de basiscommandant. De opdracht kon niet gewijzigd worden.De Japanners zouden ieder anderhalf uur bommen krijgen, de hele dag door. Lukkien trachtte aan te tonen, dat patrouille een te klein verband was om zich te verdedigen als ze werd onderschept door jagers. Het had allemaal geen effect. Een eerste patrouille onder leiding Van Boekel ging naar Tarakan en kwam niet terug. Van deze patrouille is nooit meer iets vernomen. Toen ging Lukkien voor de tweede 'dosis' en ook hij werd door Zero's boven Tarakan onderschept. Zijn beide nevenvliegtuigen werden naast hem weggeschoten. Hij zag nog net hoe zijn buurman, sergeant majoor Tinkelenberg, zich tijdens de val vrijmaakte met zijn parachute. Hij was de enige overlevende.
Toen werd het vliegtuig van Lukkien aangegrepen en deerlijk gehavend: een motor was reeds defect en de kist zat vol gaten. Lukkien zelf was op twee plaatsen gewond.Hij trachtte te dalen en een noodlanding uit te voeren op een zandplaat in de baai voor de kust. Ze zagen echter kans de Zero van zich af te schudden en toen Lukkien net gereed was de noodlanding te maken met zijn gehavende Glenn Martin 139, besloot hij door te vliegen om te trachten Balikpapan te halen. Zijn telegrafist seinde in open taal naar de afdeling: 'Pas op voor landjagers'. Toen dit bericht op Samarinda ontvangen werd en geëvalueerd met de verliezen van de vorige dag en het niet terugkeren van de patrouille Van Boekel, werd de laatst patrouille onder Van Weerden, die reeds gestart was teruggeroepen. Met zijn gehavende toestel wist hij Balikpapan te bereiken, waar hij in een hospitaal werd opgenomen.
Het eerste levensteken dat de familie over hem kreeg was een bericht in de Vliegende Hollander dat Jan het Vliegerkruis had gekregen.
Op 15 februari was hij voldoende hersteld en kreeg hij bevel naar Australië te gaan om nieuwe B-25's op te halen. In Brisbane bleken helemaal geen vliegtuigen klaar te staan. Na een vergeefse wachtperiode werd hij overgeplaatst naar de Royal Netherlands Military Flying School in Jackson, waar hij instructeur werd van geallieerde vliegers.
Na de eerste cursus stak hij met een nieuw gevormd squadron onder leiding van kapitein in een B-25 Witters van Californië naar Australië over. Van Brisbane werd hij doorgestuurd naar Townsville waar schietoefeningen moesten worden gedaan.
Zijn tweede Vliegerkruis verdiende Lukkien bij het No. 18 (Netherlands East Indies) Squadron toen hij en twee andere B-25 bommenwerpers naar Timor vloog om voorraden af te werpen in de bergen, waar Nederlands-Indische guerrillastrijders door Japanners omsingeld werden. Na wat scherfbommen op de Japanners te hebben laten vallen en de voorraden bij de guerrilla's te hebben afgeworpen, werden ze door de Japanners beschoten. De drie B-25's konden in de wolken vluchten.
Na de capitulatie keerde Lukkien op Java terug. Hij voelde zich een vreemdeling. Van de Nederlandse vlag was overal de blauwe strook verwijderd. Veel familieleden en vrienden zaten nog in jappenkampen.

## Onderscheidingen
Hem werd voor zijn "initiatief, moed en volharding" in de strijd tegen de Japanse vloot tweemaal het Vliegerkruis uitgereikt.
De eerste maal kreeg hij als 1ste luitenant-vlieger het Vliegerkruis op 27 januari 1942 voor een bomaanval op de Japanse vloot. De tweede maal kreeg hij als kapitein-vlieger het kruis op 3 juni 1950 voor het uitvoeren van 38 operationele vluchten bij het 18e squadron in Australië. Hij maakte daarvoor 228 vlieguren in de Zuidwest Pacific.
Lukkien was 20 jaar beroepsofficier en werd zesmaal onderscheiden. Hij droeg het
- Het Vliegerkruis met het getal "2"
- Het Oorlogsherinneringskruis met de gespen "Nederland Mei 1940", "Australië-Zuid Pacific 1942-1945" en een derde (voor schrijver dezes op afbeeldingen onleesbare) gesp.
- Het Ereteken voor Orde en Vrede met de gespen "1947" en "1948"
- Het Kruis voor onderscheidingsteken voor Langdurige Dienst als officier met het cijfer "20" (in goud)
- Het Ridderkruis in de Orde van Sint-Olaf (Noorwegen) met Zwaarden